# Lepanthes stenophylla
Lepanthes stenophylla és una espècie d'orquídia epífita originària de Mèxic (Chiapas) a Veneçuela.

## Descripció
És una orquídia petita, epífita amb tija ascendent, arquejada o erecta, prima i embolicada totalment per 4 a 7 beines i amb una sola fulla apical, el·líptica, estretament el·líptica o lanceolada, coriàcia, tridenticulada apicalment. Floreix en una inflorescència de flors individuals que sorgeixen a la part superior de la fulla amb 2 a 4 flors que duren poc de temps. La floració es produeix a la primavera i tardor.

## Distribució i hàbitat
Es troba distribuïda per Mèxic, Belize, Costa Rica, El Salvador, Guatemala i Veneçuela en altures de 1.350 a 1.600 metres.

## Taxonomia
Lepanthes stenophylla fou descrita per Rudolf Schlechter i publicada en Repertorium Specierum Novarum Regni Vegetabilis 10(257-259): 396. 1912.
Etimologia

Lepanthes: nom genèric que deriva de dues paraules gregues llatinitzades: λεπίς, λεπίδος (Lepis), que significa 'escala'; i άνθος, άνθεος (anthos), que significa 'flor', en referència a les flors d'aquest gènere en capes o tal vegada per la textura del llavi.
stenophylla: epítet llatí que significa 'amb fulles estretes'.
Sinonímia

- Lepanthes inaequalis Schltr.
- Lepanthes archilae Luer & Béhar[1]